# Раннаметса
Ра́ннаметса (ест. Rannametsa küla) — село в Естонії, у волості Гяедемеесте повіту Пярнумаа.

## Населення
Чисельність населення на 31 грудня 2011 року становила 128 осіб.

## Географія
Раннаметса лежить на березі затоки Пярну.
Від села починається автошлях 331 (Раннаметса — Ікла).